# Afrixalus sylvaticus
Espèce
Statut de conservation UICN

 VU B1ab(iii) : Vulnérable
Synonymes
- Afrixalus stuhlmanni sylvaticus Pickersgill, 2005

Afrixalus sylvaticus est une espèce d'amphibiens de la famille des Hyperoliidae. Elle est parfois considérée comme étant une sous-espèce de Afrixalus stuhlmanni sous le taxon Afrixalus stuhlmanni sylvaticus.

## Répartition
Cette espèce est présente dans le Sud-Est du Kenya et dans le Nord-Est de la Tanzanie.